# Blockbusters (émission de radio)
 (juillet 2020).
La mise en forme du texte ne suit pas les recommandations de Wikipédia : il faut le « wikifier ».
Les points d'amélioration suivants sont les cas les plus fréquents :
- Les titres sont pré-formatés par le logiciel. Ils ne sont ni en capitales, ni en gras.
- Le texte ne doit pas être écrit en capitales (les noms de famille non plus), ni en gras, ni en italique, ni en « petit »…
- Le gras n'est utilisé que pour surligner le titre de l'article dans l'introduction, une seule fois.
- L'italique est rarement utilisé : mots en langue étrangère, titres d'œuvres, noms de bateaux, etc.
- Les citations ne sont pas en italique mais en corps de texte normal. Elles sont entourées par des guillemets français : « et ».
- Les listes à puces sont à éviter, des paragraphes rédigés étant largement préférés. Les tableaux sont à réserver à la présentation de données structurées (résultats, etc.).
- Les appels de note de bas de page (petits chiffres en exposant, introduits par l'outil «  Source ») sont à placer entre la fin de phrase et le point final[comme ça].
- Les liens internes (vers d'autres articles de Wikipédia) sont à choisir avec parcimonie. Créez des liens vers des articles approfondissant le sujet. Les termes génériques sans rapport avec le sujet sont à éviter, ainsi que les répétitions de liens vers un même terme.
- Les liens externes sont à placer uniquement dans une section « Liens externes », à la fin de l'article. Ces liens sont à choisir avec parcimonie suivant les règles définies. Si un lien sert de source à l'article, son insertion dans le texte est à faire par les notes de bas de page.
- La présentation des références doit suivre les conventions bibliographiques. Il est recommandé d'utiliser les modèles {{Ouvrage}}, {{Chapitre}}, {{Article}}, {{Lien web}} et/ou {{Bibliographie}}. Le mode d'édition visuel peut mettre en forme automatiquement les références.
- Insérer une infobox (cadre d'informations à droite) n'est pas obligatoire pour parachever la mise en page.

Pour une aide détaillée, merci de consulter Aide:Wikification.
Si vous pensez que ces points ont été résolus, vous pouvez retirer ce bandeau et améliorer la mise en forme d'un autre article.
Cet article possède un paronyme, voir Blockbuster (homonymie).
Blockbusters est une émission française de radio de divertissement présentée par Frédérick Sigrist, diffusée sur France Inter tous les étés de juillet 2017 à juillet 2025 : en 2017 et 2018, uniquement pendant le mois de juillet; en juillet et août à partir de 2019.
De septembre 2020 à juin 2023, une chronique d'une durée de 5 minutes était diffusée tous les vendredis à 6 h 55. Quelques épisodes spéciaux sont aussi disponibles uniquement en podcast via la page de l’émission sur le site de France Inter.
L'émission s'arrête après 392 épisodes et 9 saisons.

## Concept
Chaque émission est consacrée à la culture populaire : un artiste ou une œuvre littéraire, cinématographique, musicale, vidéoludique, télévisuelle. Chaque épisode dure un peu moins d'une heure et fait intervenir différents intervenants expert du sujet traité.

## Équipe
- Production : Frédérick Sigrist
- Réalisation : Céline Illa
- Attaché de production : Lysiane Larbani.